# Anaectocalyx bracteosa
Anaectocalyx bracteosa är en tvåhjärtbladig växtart som först beskrevs av Charles Victor Naudin, och fick sitt nu gällande namn av José Jéronimo Triana och Célestin Alfred Cogniaux. Anaectocalyx bracteosa ingår i släktet Anaectocalyx och familjen Melastomataceae. Inga underarter finns listade i Catalogue of Life.